# Ordure de flic
Pour plus de détails, voir Fiche technique et Distribution.
Ordure de flic (The Killer Inside Me) est un film policier américain réalisé par Burt Kennedy en 1976. Il s'agit d'une adaptation du roman Le Démon dans ma peau de Jim Thompson.

## Scénario
Dans cette petite ville du Montana, Lou Ford n'est pas un flic comme les autres. Il est à la fois très apprécié et parfois extrêmement violent. Il s'implique dans une affaire de pression et de chantage avec une prostituée, ce qui le mène à encore plus de violence et au crime.

## Remarques
Un refilmage a été réalisé par Michael Winterbottom en 2010, avec Casey Affleck.

## Distribution
- Stacy Keach : Lou Ford
- Susan Tyrrell : Joyce Lakeland
- Tisha Sterling : Amy Stanton
- Keenan Wynn : Chester Conway
- Don Stroud : Elmer
- Julie Adams : la mère
- John Carradine : Dr. Jason Smith

## Fiche technique
- Titre original : The Killer Inside Me
- Scénario d'après le roman éponyme de Jim Thompson de 1952
- Distribution : Warner Bros.